# Long Island Nets
Die Long Island Nets sind ein Basketball-Team der NBA G-League, das in Uniondale (New York) beheimatet ist. Die Heimspiele trägt das Team im Nassau Veterans Memorial Coliseum aus, welches sich auf der gleichnamigen Insel Long Island befindet.

## Geschichte
Im Juni 2015 gaben die Brooklyn Nets bekannt, in naher Zukunft mit einem eigenen Farmteam in der NBA Developement Liga (heute NBA G-League) an den Start zu gehen. Einige Monate später, am 5. November 2015, schloss man die Verhandlungen endgültig ab und präsentierte das neue Team Long Island Nets. Zur Arena wurde das Nassau Veterans Memorial Coliseum erklärt, wo die Brooklyn Nets bereits in früheren Jahren (1967–1976) ihre Heimspiele austrugen. Aufgrund von Renovierungsarbeiten spielten die Long Island Nets in der ersten Saison allerdings noch im Barclays Center, der Heimarena der Brooklyn Nets.
Am 24. März 2016 wurde Alton Byrd zum neuen Vizepräsidenten gewählt. Einen Monat später wurde Ronald Nored als Headcoach vorgestellt, seine Assistenztrainer wurden Ryan Gomes und Pat Rafferty.
Am 12. November 2016 konnten die Long Island Nets ihren ersten Sieg feiern, man schlug Canton Charge mit 120 zu 118. Am Ende ihrer ersten Saison standen die Nets mit einer Bilanz von 17 zu 33 auf dem fünften Platz der Atlantic Division.

## Saisonbilanzen
| Saison           | Division         | Platz            | W                | L                | Win%             | Playoffs         |                  |
| Long Island Nets | Long Island Nets | Long Island Nets | Long Island Nets | Long Island Nets | Long Island Nets | Long Island Nets | Long Island Nets |
| ---------------- | ---------------- | ---------------- | ---------------- | ---------------- | ---------------- | ---------------- | ---------------- |
| 2016/17          | Atlantic         | 5th              | 17               | 33               | .340             | --               |                  |
| Regular season   | Regular season   | Regular season   | 17               | 33               | .340             |                  |                  |
| Playoffs         | Playoffs         | Playoffs         | 0                | 0                | 000              |                  |                  |

## Partnerteam
Brooklyn Nets (seit 2016)